# San Lorenzo de Tormes
San Lorenzo de Tormes ist ein zentralspanischer Ort und eine Gemeinde (municipio) mit 30 Einwohnern (Stand: 2024) in der Provinz Ávila in der Autonomen Region Kastilien-León. Neben dem namensgebenden Hauptort San Tormes de Lorenzo besteht die Gemeinde aus der Ortschaft Vallehondo. 

## Lage und Klima
Die Gemeinde San Lorenzo de Tormes liegt auf der Nordseite der Sierra de Gredos im Südwesten der Provinz Ávila in einer Höhe von ca. 1030 m. Die Entfernung nach Ávila beträgt knapp 65 km (Fahrtstrecke) in ostnordöstlicher Richtung. Das Klima ist gemäßigt bis warm; der Regen (838 mm/Jahr) fällt mit Ausnahme der trockenen Sommermonate übers Jahr verteilt.

## Bevölkerungsentwicklung
| Jahr      | 1970 | 1981 | 1991 | 2001 | 2011 | 2021 |
| Einwohner | 273  | 123  | 84   | 52   | 56   | 33   |

## Sehenswürdigkeiten
- Laurentiuskirche
- Kapelle der Unbefleckten Empfängnis in Vallehondo

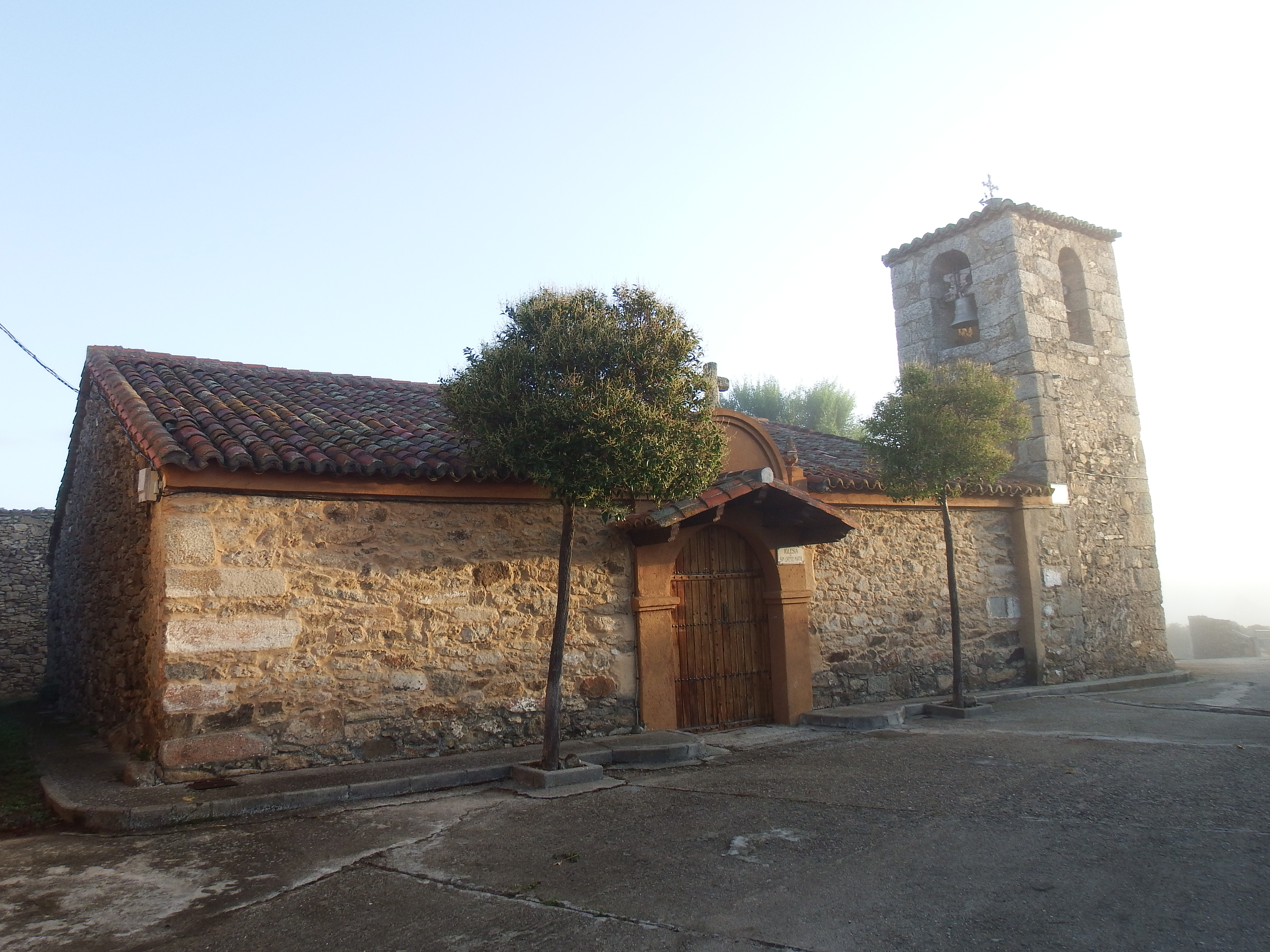
Laurentiuskirche
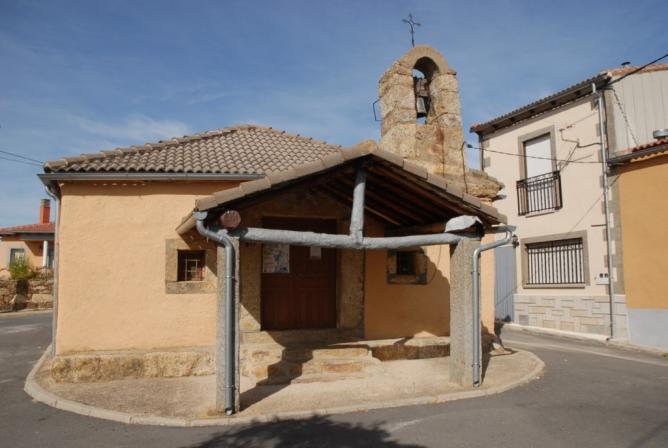
Kapelle der Unbefleckten Empfängnis
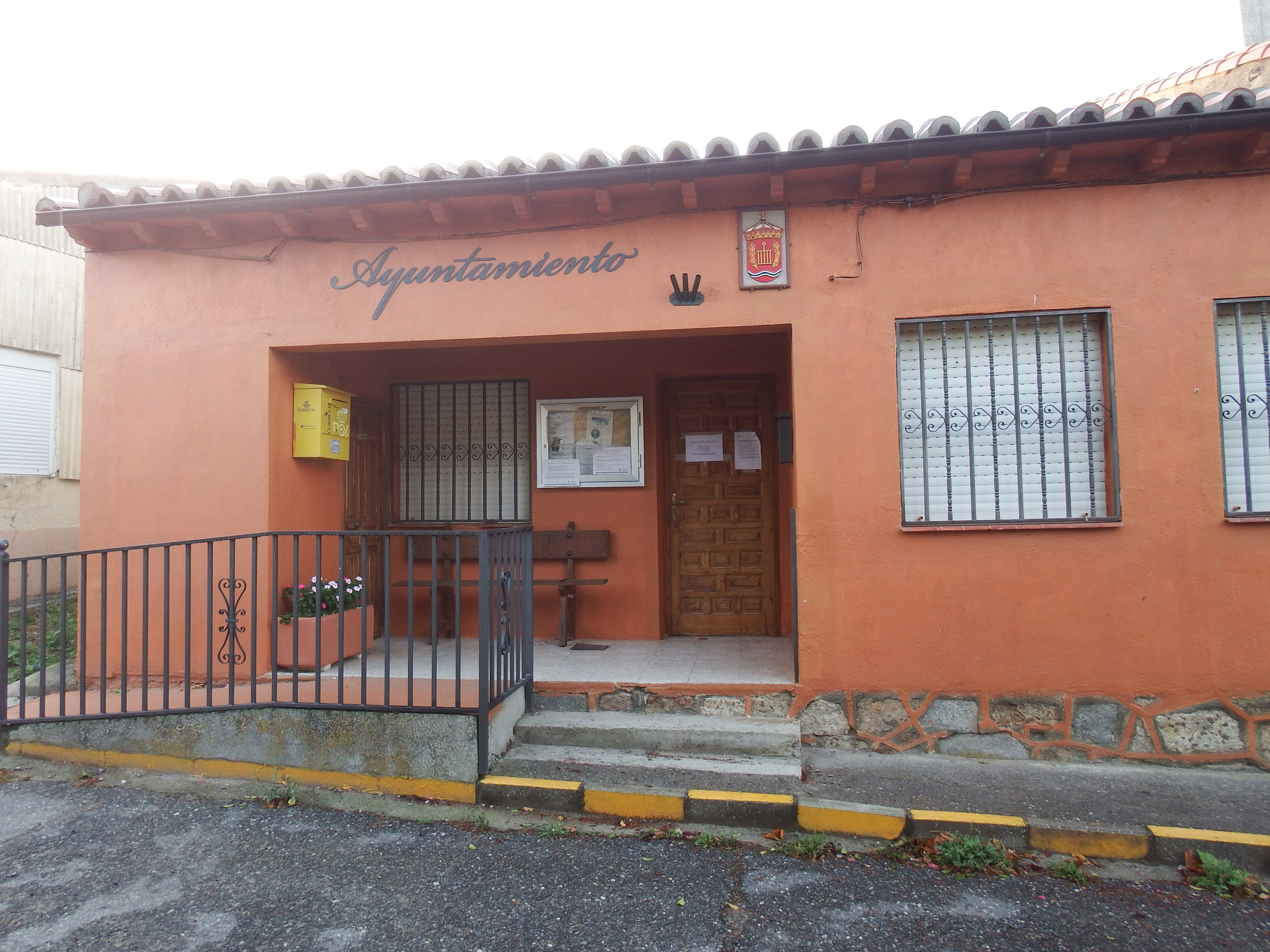
Rathaus